# Lagotis minor
Lagotis minor är en grobladsväxtart som först beskrevs av Carl Ludwig von Willdenow, och fick sitt nu gällande namn av Standley. Lagotis minor ingår i släktet Lagotis och familjen grobladsväxter. Inga underarter finns listade i Catalogue of Life.